# Стърмен
Стъ̀рмен е село в Северна България. То се намира в община Бяла, област Русе.

## История
Северно от селото на стръмния рид има останки от средновековна крепост от Първото българско царство, изследвана през XX век от българо-полски археологически екип. Тя е с площ от 58 декара и се обитава до зимата на 1242-1243 г., когато я унищожават при набезите си татарите.

## География
Село Стърмен се намира на десния бряг по поречието на река Янтра, на 4 км северозападно от град Бяла. Селото е малко, но носи духа на гордите си жители. Част от селото е построено на скала, а другата му част е равнинна. Заобиколено е от коритото на река Янтра, окичено по бреговете с издигащи се до небето каваци и увиснали над бързащата вода плачещи върби.
В западната част на селото има спирка на ж. п. линията Русе – Горна Оряховица.

## Етнос
Населението е изцяло българско. Част от него не е постоянно, а живее в близкия град Бяла.

## Редовни събития
Традиционният панаир е на 17 октомври.